# Saqueadores Edición Técnica
Saqueadores Edición Técnica (SET) es un ezine sobre hacking, phreaking y temas relacionados. Por extensión, es también el nombre del grupo de hackers que lo edita. Nació con el nombre Saqueadores el 6 de octubre de 1996, en la BBS Club (Murcia). Su único autor era eljaker. A partir del cuarto número, en noviembre de 1996, aparecieron también artículos de Warezzman, El Duke de Sicilia, +Ochodedos, SLink, RoN, RedCool y otros.
La llegada de colaboradores coincidió con el cierre de BBS Club. Ahora el ezine se publicaría en diversas direcciones de Geocities, la web de Iberhack, Gorth BBS (Las Palmas de Gran Canaria) y DarkHate BBS (Gerona). 
En enero de 1997, eljaker anuncia su retirada, pero en realidad sólo cambia su nick a El Duke de Sicilia, práctica que repetirá otras veces:

Cuando hace unos meses inicié la publicación, prácticamente en solitario y luego con un par de amigos, el hacking hispano estaba muerto. (...) Aunque había un par de grupillos mal organizados, no había casi documentos en nuestra lengua y (que yo sepa) no había ninguna publicación española. (...) Ahora, después de unos meses, parece que la semilla que plantamos empieza a crecer, ya hay varias publicaciones más, los canales del irc sobre hacking en español están llenos, en las áreas de mensajería se empieza a hablar en serio, hay montones de páginas sobre hacking en español.
eljaker, Saqueadores 6, 10-01-97

Más adelante eljaker pide disculpas ya que existían varias publicaciones de habla hispana antes que SET, una de ellas la primera, argentina, denominada Minotauro. 
En febrero de 1997, la revista adopta el nombre de Saqueadores Edición Técnica. Aparecen los que serán sus nuevos pesos pesados: el Profesor Falken y Paseante.
El 27 de mayo de 1997 tiene lugar la redada contra Isla Tortuga, el más importante nodo de la comunidad hacker. Dicha intervención no fue motivada por los contenidos relacionados con el hacking de sus servidores, sino por una presunta infracción de los derechos de autor mediante la puesta a disposición de cracks para programas de ordenador. Paseante escribe el número de junio de SET en solitario. Explica que han sido detenidos diversos miembros de Iberhack y Saqueadores:

No obstante este brutal ataque contra quienes como nosotros difundimos información y no drogas ni armas ni pornografía infantil la revista NO VA a dejar de publicarse, este número es algo especial pues está hecho por una sola persona, Paseante, ya que los que no han sido detenidos están en estos momentos con las líneas de comunicación cortadas.
Paseante, Saqueadores Edición Técnica 9, 15-06-97

A partir de entonces, el Profesor Falken y Paseante liderarán la revista, con artículos sonados como una investigación de Paseante sobre vulnerabilidades en Infovia, que tendrá gran repercusión. Aparecen nuevos colaboradores como madfran, Green Legend, Rufus o Episiarca y SET tiene cada vez más material.
En 1999, con el número 20, empieza un proceso de decadencia. La revista tiene menos artículos y una periodicidad más irregular, publicándose sólo un par de números al año. Green Legend será el editor hasta el 2002, cuando recogen el testigo madfran y garrulo, y aparecen nuevos colaboradores como FCA00000, blackngel, thenemi, o elotro.
En el número 28, el miembro del grupo 29A VirusBuster acusa a SET de haberlo plagiado en un artículo que salió en el número 2 del ezine. No será la primera vez que la revista recibe estas acusaciones.
Fue legendaria la rivalidad entre los grupos SET e !Hispahack, que se materializó en ataques encubiertos en artículos de la revista y diversos secuestros de la web de SET.